# Акцизні марки України
Акцизні марки України ведуть свою історію з часів існування Української Народної Республіки (1917–1919), коли був підготовлений проєкт марок на продаж тютюну, які, однак, через обставини, що склалися, не побачили світ.

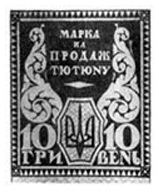
Проєкт акцизної марки УНР на продаж тютюну (1918). Автор — Г. Нарбут

У пострадянські часи акцизні марки стали застосовуватися з середини 1990-х років. Акцизний збір на території сучасної України було затверджено указом президента від 18 вересня 1995 року «Про затвердження акцизного збору на алкогольні напої та тютюнові вироби». Цим же указом Кабінету Міністрів України наказувалося у двотижневий термін затвердити правила виготовлення, зберігання та продажу марок акцизного збору та маркування алкогольних напоїв та тютюнових виробів. 24 жовтня 1996 року вийшла постанова Кабінету Міністрів України «Про затвердження Положення про виробництво, зберігання, продаж марок акцизного збору та маркування алкогольних напоїв та тютюнових виробів та порядку реалізації або знищення конфіскованих алкогольних напоїв та тютюнових виробів», яяке вводило в обіг на території України акцизні марки.

## Для маркування алкогольної продукції
Існує кілька випусків акцизних марок України. Перший було здійснено 1996 року. Згідно з Положенням, затвердженим постановою Кабінету міністрів України, марки акцизного збору виготовляли з паперу і мали такі розміри: довжина 160 мм, ширина 20 мм.
Кожна марка акцизного збору мала окремий номер. Нумерація марок акцизного збору на алкогольні напої складалася із серії з двох літер та семизначного номера. Крім цього, нумерація марки включала напис, що складається з літер «АІ» або «АВ» (початкові літери слів «алкоголь» та «імпорт» або «вітчизняний» та двозначної та однозначної цифри (рік та квартал випуску марок), розділених між собою косими лініями.
1998 року Постановою Кабінету Міністрів України від 10 грудня 1998 року було введено в обіг марки акцизного збору на алкогольні напої іноземного виробництва із вмістом етилового спирту від 1,2 до 8,5 % об'ємних одиниць, які включали напис «1,2—8, 5 %». З 1 березня 1999 року ввезення на митну територію України алкогольних напоїв із вмістом етилового спирту від 1,2 до 8,5 % об'ємних одиниць без марок акцизного збору було заборонено.

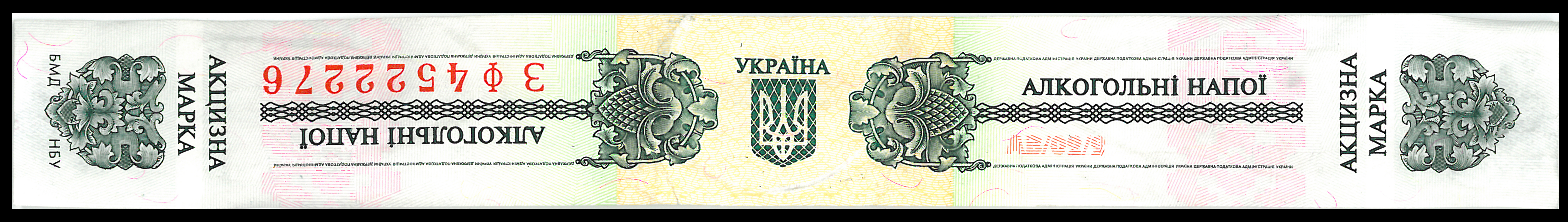
Акцизна марка на алкогольну продукцію зразка 1996 року

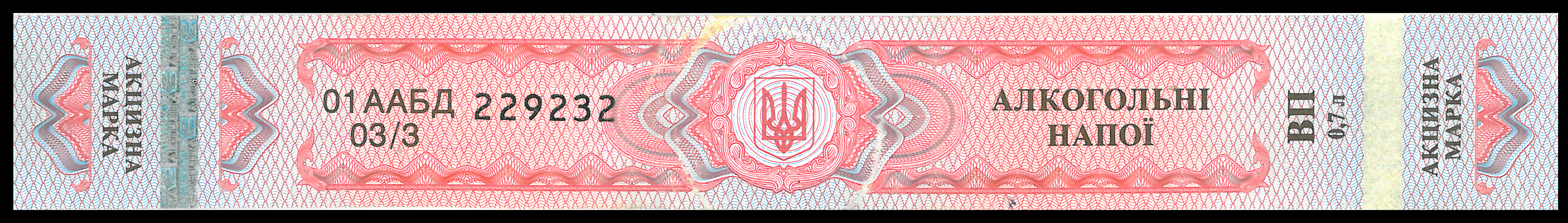
Акцизна марка на виноробну продукцію українського виробництва зразка 2003 року

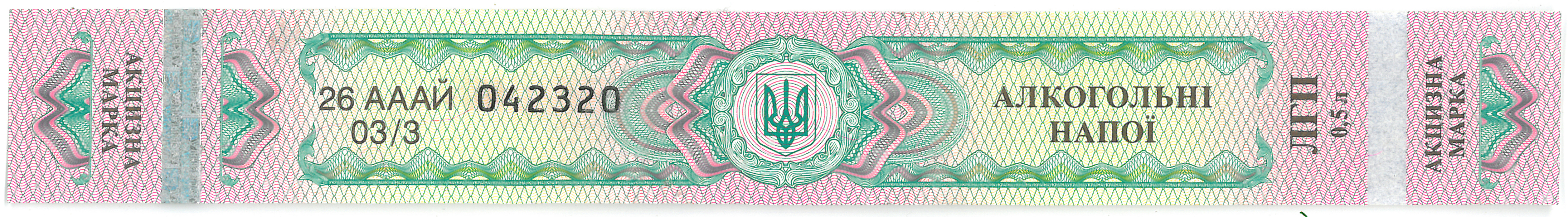
Акцизна марка на лікеро-горілчану продукцію іноземного виробництва зразка 2003 року

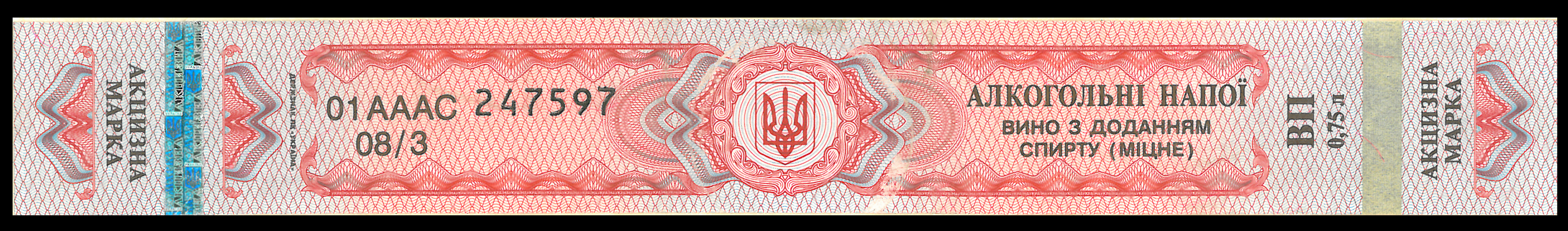
Акцизна марка на кріплене вино зразка 2005 року (Крим)

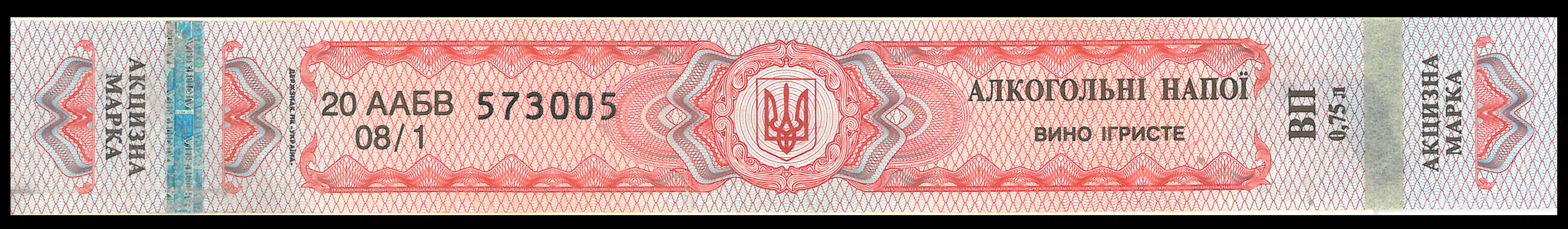
Акцизна марка на ігристе вино зразка 2005 року (Харківська область)

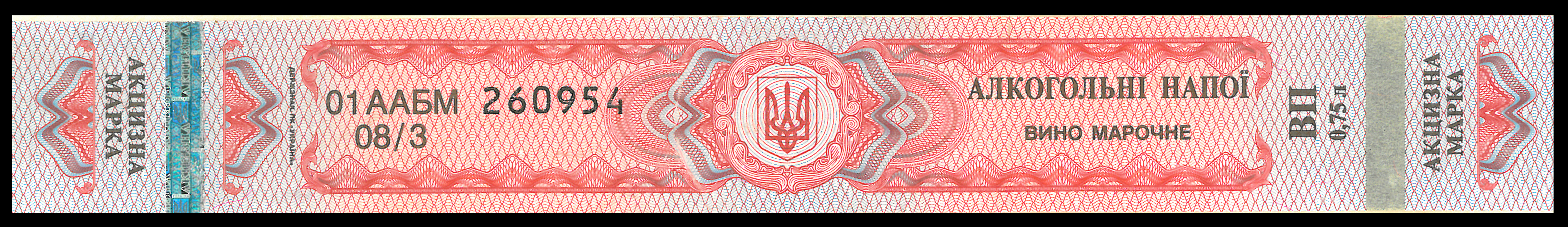
Акцизна марка на марочне вино зразка 2005 року (Крим)

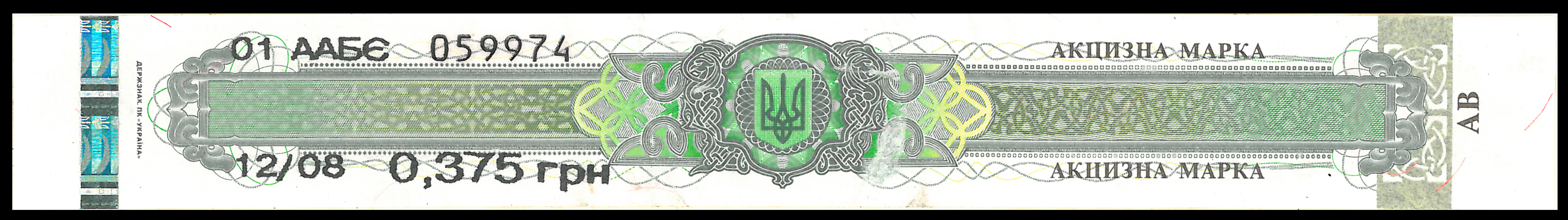
Акцизна марка на алкогольну продукцію зразка 2008 року, акцизний збір — 37,5 коп. (Крим)

Для маркування конфіскованих алкогольних напоїв використовувалася спеціальна акцизна марка, яка відрізнялася від звичайного кольору та напису «Конфіскат».
Рішенням Кабінету Міністрів України від 23 квітня 2003 року з 1 липня того ж року в обіг ввели марки акцизного збору для маркування алкогольних напоїв нового зразка з голографічними захисними елементами. Марки на алкогольні напої іноземного виробництва мали фіолетовий колір, український — зелений для лікеро-горілчаної продукції та червоний — для виноробної продукції. Наскрізна нумерація на марках складалася з двох цифр індексу регіону України за місцезнаходженням виробника продукції, серії та індивідуального для кожної марки номера. Крім того, на кожну марку наносили додаткові реквізити:
- для алкогольних напоїв іноземного виробництва — напис «АІ», складений з початкових літер слів «алкоголь імпортний», двозначного та однозначного чисел (рік та квартал випуску марок), розділених косими лініями. На марку для алкогольних напоїв іноземного виробництва із вмістом етилового спирту від 1,2 до 8,5 відсотка об'ємної одиниці наносили також цифри «1,2—8,5 %»;
- для алкогольних напоїв українського виробництва — напис «ЛГП» або «ВП», складений з початкових літер слів «лікеро-горілчана продукція» («лікеро-горілчана продукція») та «виноробна продукція», двозначного та однозначного чисел (рік та квартал випуску марок розділені косими лініями.

Залежно від місткості тари, до якої розливається алкогольна продукція українського виробництва, на марки наносилися додаткові написи:
- для лікеро-горілчаної продукції: «0,05 л», «0,1 л», «0,2 л», «0,25 л», «0,37 л», «0,375 л», «0,4 л», «0,45 л», «0,5 л», «0,61 л», «0,7 л», «0,75 л», «1,0 л і більше»;
- для виноробної продукції: «0,05 л», «0,1 л», «0,2 л», «0,25 л», «0,375 л», «0,4 л», «0,45 л», «0,5 л», «0,61 л», «0,7 л», «0,75 л», «1,0 л і більше „

Розміри марок другого випуску не відрізнялися від марок акцизного збору першого випуску.
З 1 травня 2005 року Постановою Кабінету Міністрів України в обіг було введено марки акцизного збору нового зразка для маркування алкогольних напоїв залежно від вмісту етилового спирту у горілці чи лікеро-горілчаних виробах та від виду виноробної продукції. Для виноробної продукції були випущені марки акцизного збору з такими написами: “вино сухе», «вино марочне», «вино напівсухе та напівсолодке», «вино з додаванням спирту (кріплене)», «вино ігристе», «вино газоване» , плодово-ягідне вино", «вермут», «коньяк», «бренді» ; для горілки та лікеро-горілчаних виробів із вмістом етилового спирту понад 8,5 % об'ємних одиниць — з написами «вміст спирту етилового до 25 % об'ємних одиниць» та «вміст спирту етилового 25 % і більше об'ємних одиниць».
З 1 серпня 2008 року постановою Кабінету Міністрів України в обіг було введено марки акцизного збору нового зразка для алкогольних напоїв залежно від суми акцизного збору, сплаченого за одиницю маркованої продукції. Марки на алкогольні напої іноземного виробництва мають фіолетовий колір, український — зелений. Наскрізна нумерація на марках складається з двох цифр індексу регіону України за місцезнаходженням виробника продукції, серії та індивідуального для кожної марки номера. Крім того, на кожну марку наносяться такі реквізити: напис, що складається з початкових літер слів «алкоголь імпортний» або «алкоголь вітчизняний» — «АІ» або «АВ», двох двоцифрових чисел (рік і місяць випуску марок), розділені косими лініями, та сума акцизного збору, сплачена за одиницю маркованої продукції, з точністю до тисячного знака.

## Для маркування тютюнових виробів

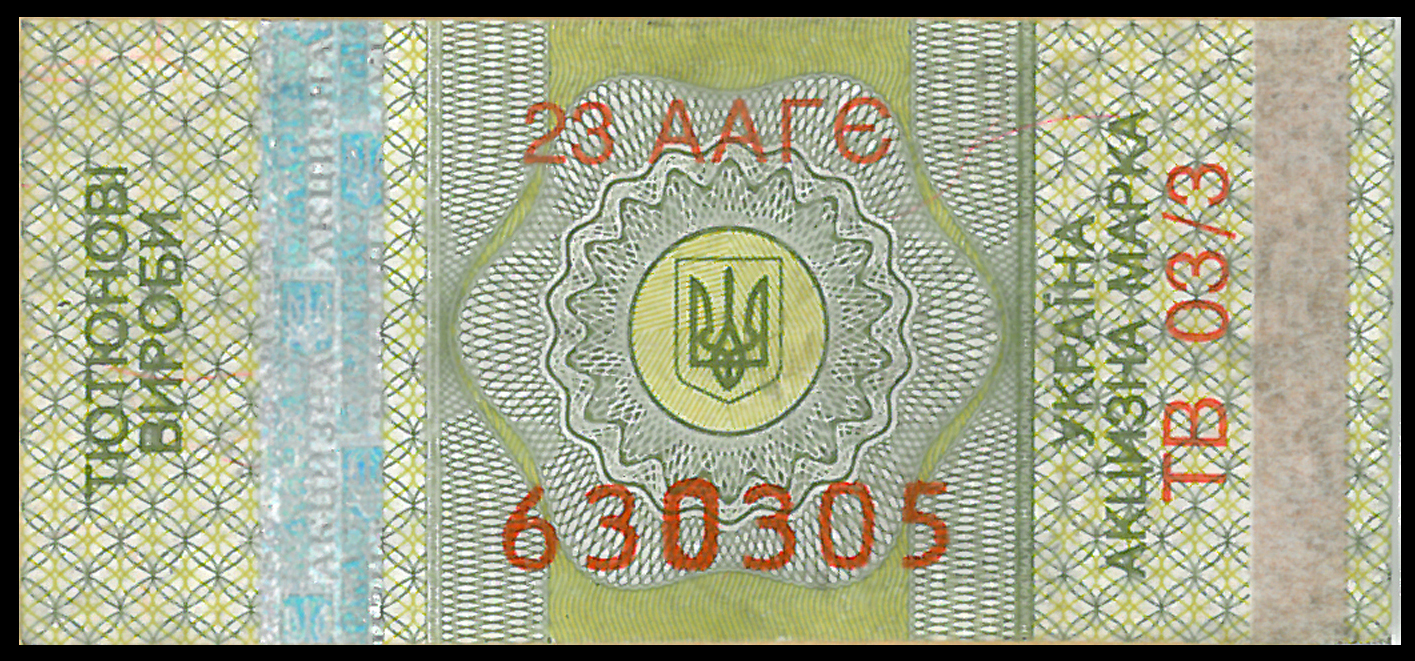
Акцизна марка на тютюнові вироби зразка 2003 року (Черкаська область)

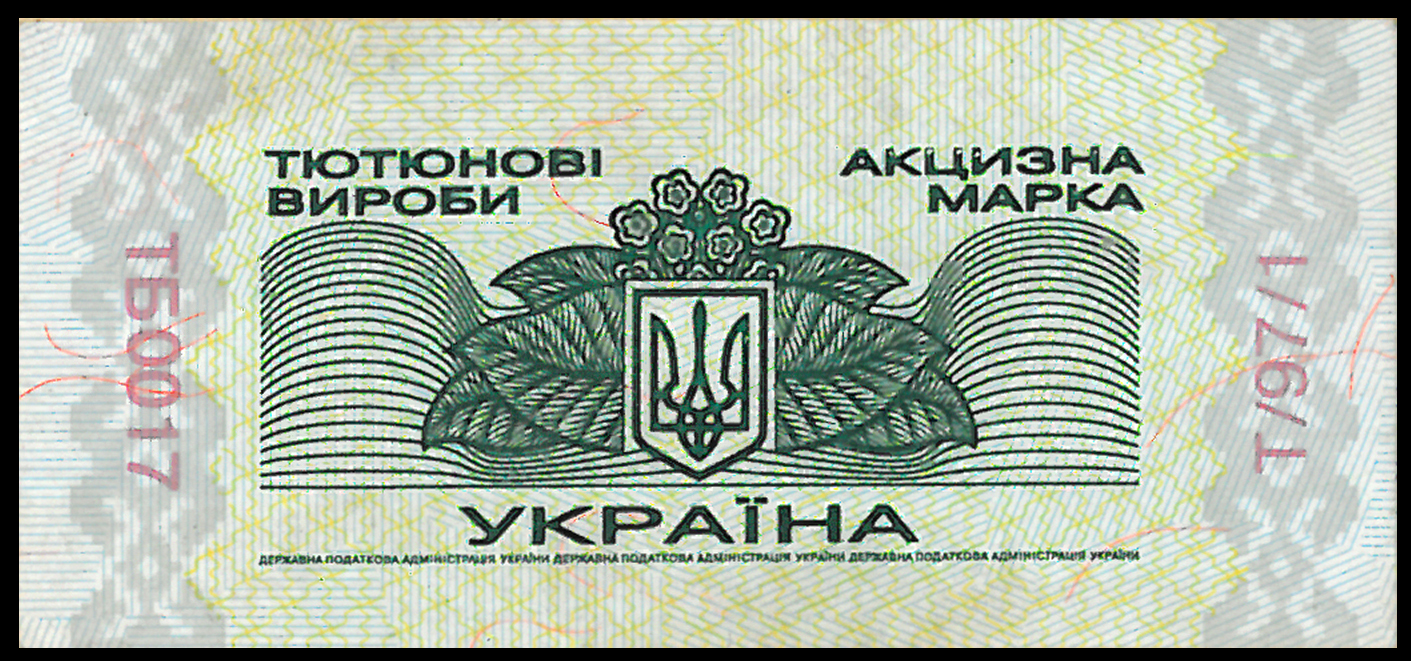
Акцизна марка на тютюнові вироби зразка 1996 року

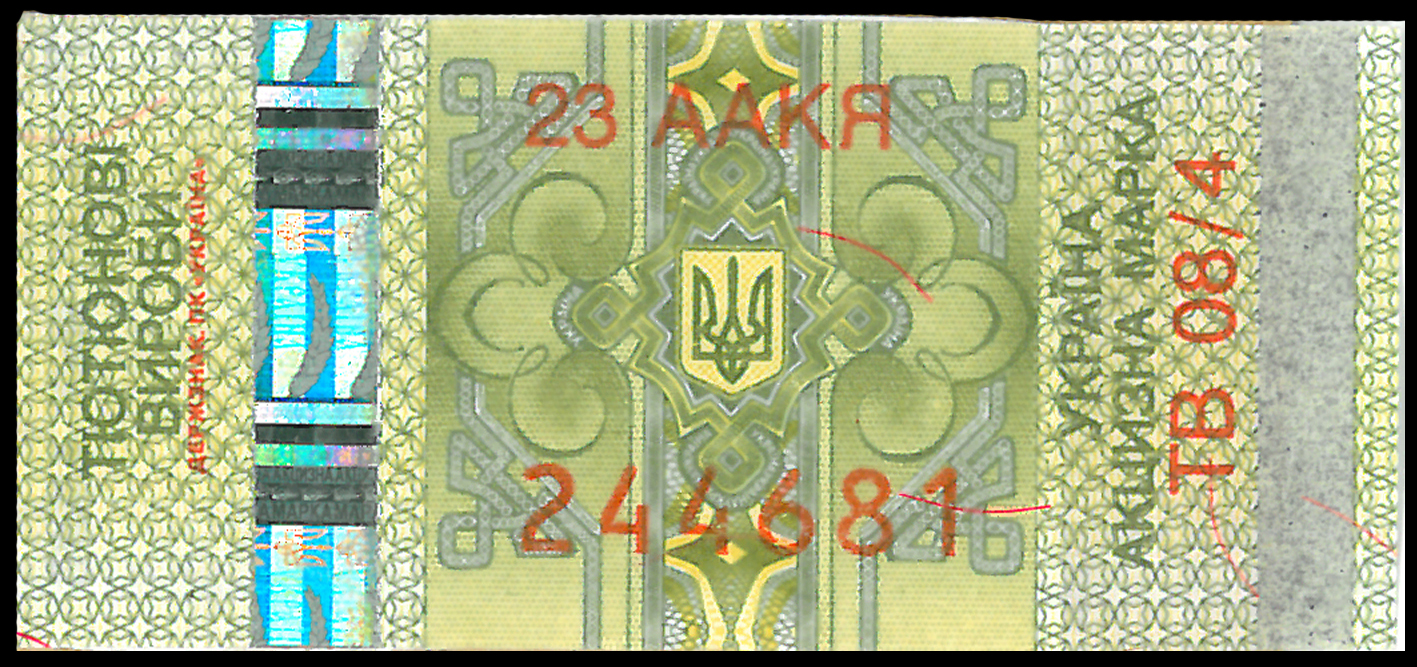
Акцизна марка на тютюнові вироби зразка 2008 року (Черкаська область)

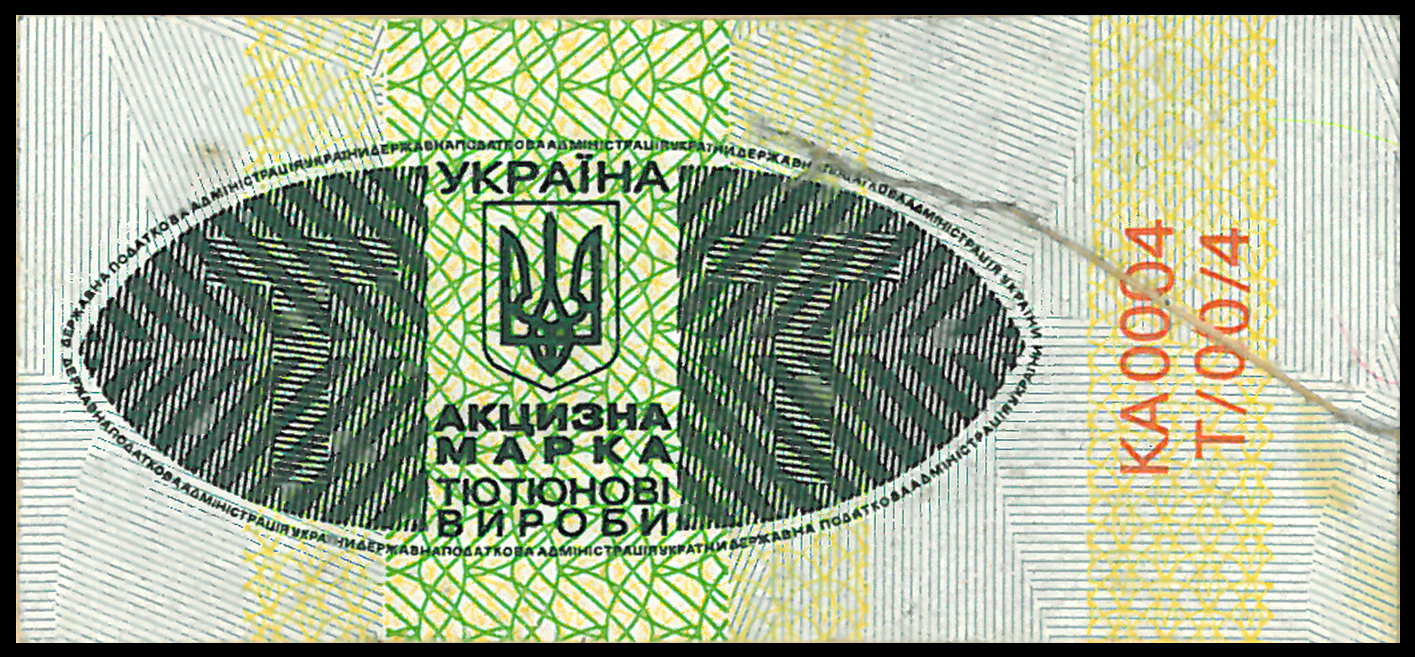
Акцизна марка на тютюнові вироби зразка 2000 року (?)

Постановою Кабінету міністрів України від 24 жовтня 1996 року було запроваджено обов'язкове маркування тютюну і тютюнових виробів. Того ж року було здійснено перший випуск марок акцизного збору. Згідно з Положенням, затвердженим постановою Кабінету міністрів України, марки акцизного збору виготовлялися з паперу і мали такі розміри: довжина 44 мм, ширина 20 мм.
Кожна марка акцизного збору мала окремий номер. Нумерація марок акцизного збору на тютюнові вироби складалася із серії з двох літер та номера з чотирьох цифр. Крім цього, нумерація марки включала напис, що складається з букв «ТІ» або «ТВ» (початкові літери слів «тютюн» та «імпорт» або «вітчизняний», двозначної та однозначної цифри (рік та квартал випуску марки), розділених між собою косими лініями.
Для маркування конфіскованих тютюнових виробів використовувалася спеціальна акцизна марка, яка відрізнялася від звичайного кольору та напису «Конфіскат».
Рішенням Кабінету Міністрів України від 23 квітня 2003 року з 1 липня того ж року в обіг ввели марки акцизного збору для маркування тютюнових виробів нового зразка з голографічними захисними елементами. Марки на тютюнові вироби іноземного виробництва мали фіолетовий колір, український — зелений. Наскрізна нумерація на марках складалася з двох цифр індексу регіону України за місцезнаходженням виробника продукції, серії та індивідуального для кожної марки номера. Крім того, на кожну марку наносилися додаткові реквізити: напис «ТІ» або «ТВ», складений з початкових літер слів «тютюн імпортний» або «тютюн вітчизняний», двозначного та однозначного чисел (рік і квартал випуску марок), розділених косими лініями . Розміри марок другого випуску не від марок акцизного збору першого випуску.
З 1 серпня 2008 року постановою Кабінету Міністрів України в обіг було запроваджено марки акцизного збору нового зразка для тютюнових виробів. Марки на тютюнові вироби іноземного виробництва мають фіолетовий колір, український — зелений. Наскрізна нумерація на марках складається з двох цифр індексу регіону України за місцезнаходженням виробника продукції, серії та індивідуального для кожної марки номера. Крім того, на кожну марку наносяться такі реквізити: напис, що складається з початкових літер слів «тютюн імпортний» або «тютюн вітчизняний» — «ТІ» або «ТВ», двозначного та однозначного числа (рік та квартал випуску марок), розділені косими лініями;

Україна: акцизні марки натютюнові вироби зразка 2008 року
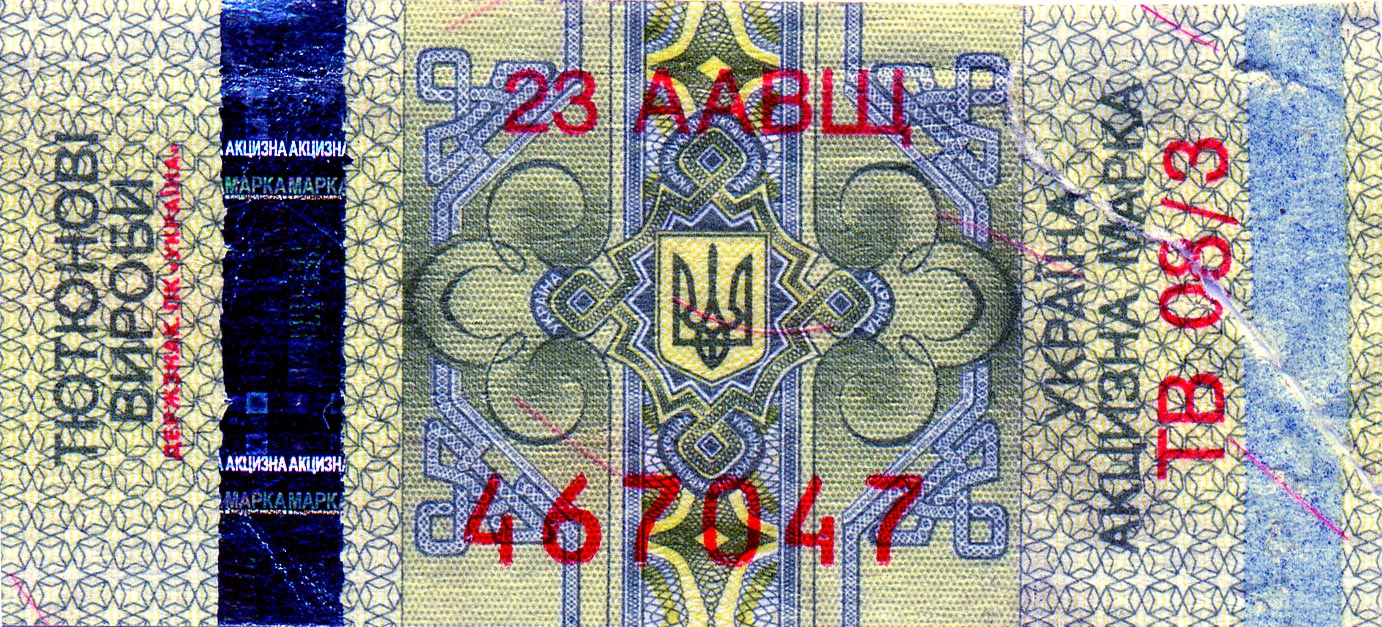
Черкаська область
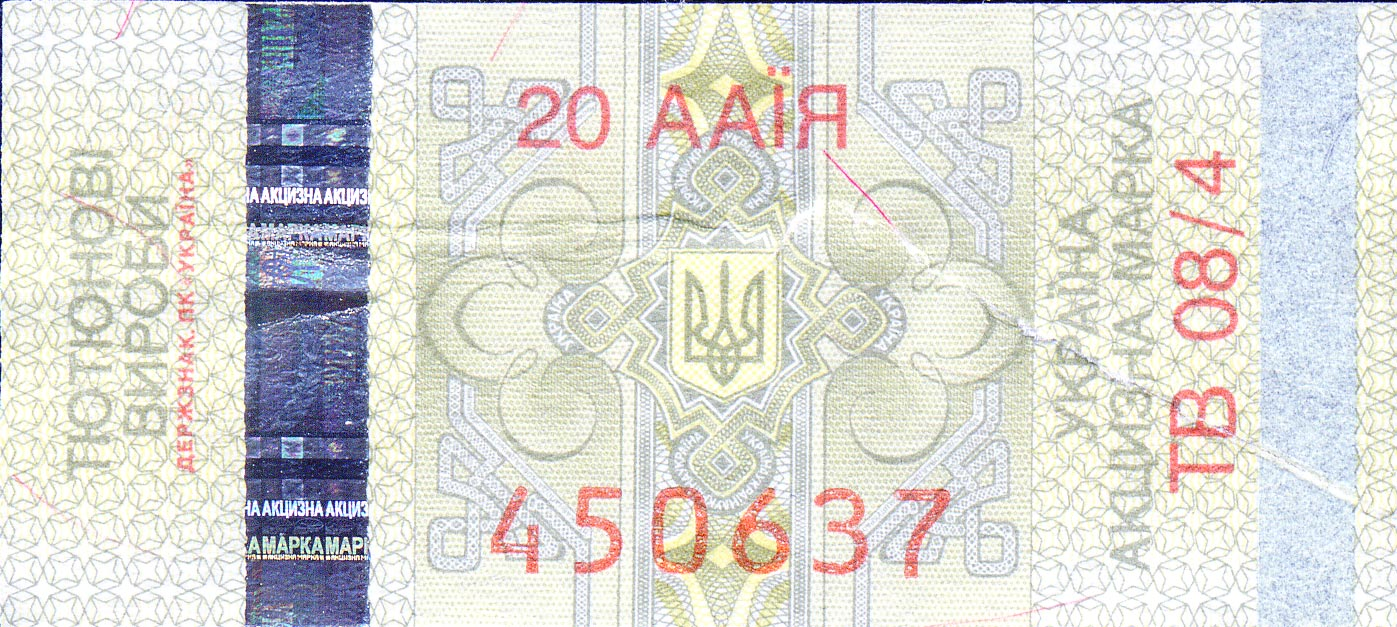
Харківська область
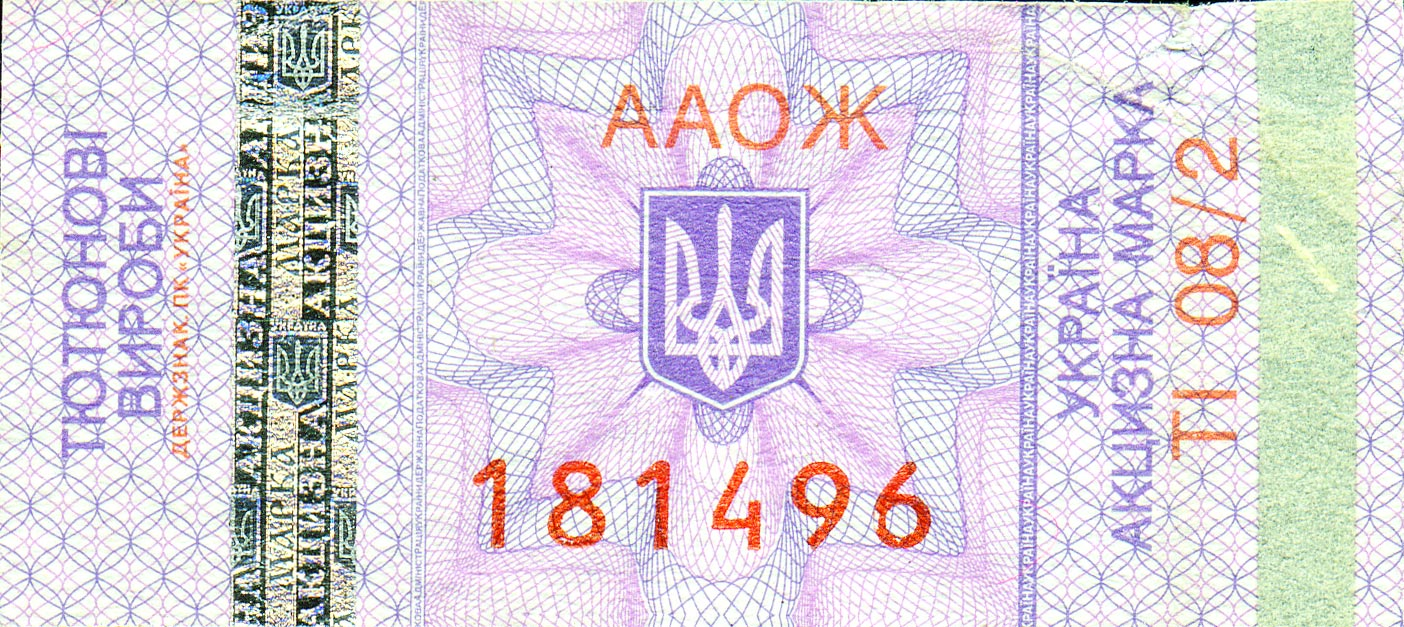
Тютюнові вироби іноземного виробництва

З 1 липня 2018 року акцизні марки для вітчизняних цигарок виконуються у зеленій кольоровій гамі; для інших вітчизняних тютюнових виробів — у помаранчевому; для імпортних сигарет — у синій; для інших імпортних тютюнових виробів — у бордовій.
Індекси регіонів України (з середини 2000-х років)
- 01 Автономна Республіка Крим

Області

- 02 Вінницька
- 03 Волинська
- 04 Дніпропетровська
- 05 Донецька
- 06 Житомирська
- 07 Закарпатська
- 08 Запорізька
- 09 Івано-Франківська
- 10 Київська
- 11 Кіровоградська
- 12 Луганська
- 13 Львівська
- 14 Миколаївська
- 15 Одеська
- 16 Полтавська
- 17 Рівненська
- 18 Сумська
- 19 Тернопільська
- 20 Харківська
- 21 Херсонська
- 22 Хмельницька
- 23 Черкаська
- 24 Чернівецька
- 25 Чернігівська
- 26 Київ
- 27 Севастополь

## Для маркування аудіо-, відео-продукції та комп'ютерних ігор

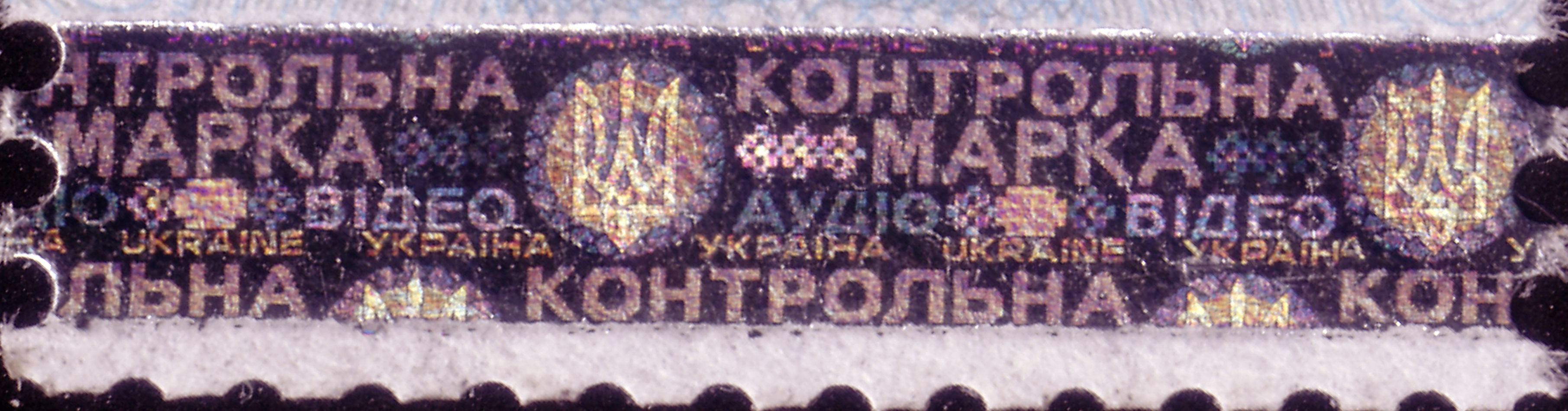
Паперові марки. Тип голограми 1

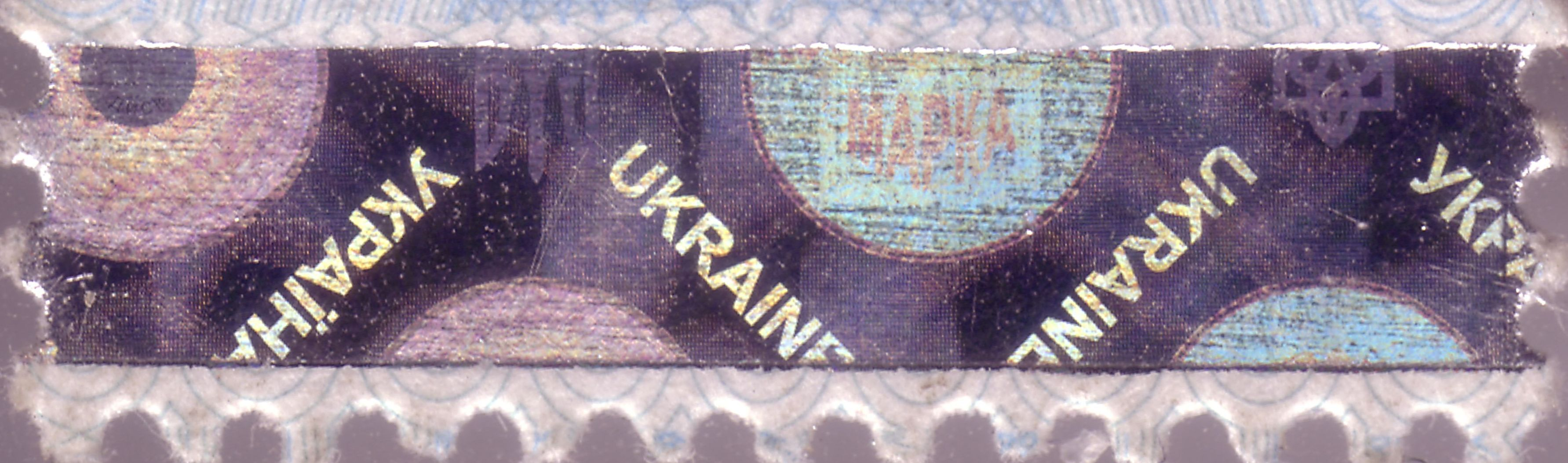
Паперові марки. Тип голограми 2

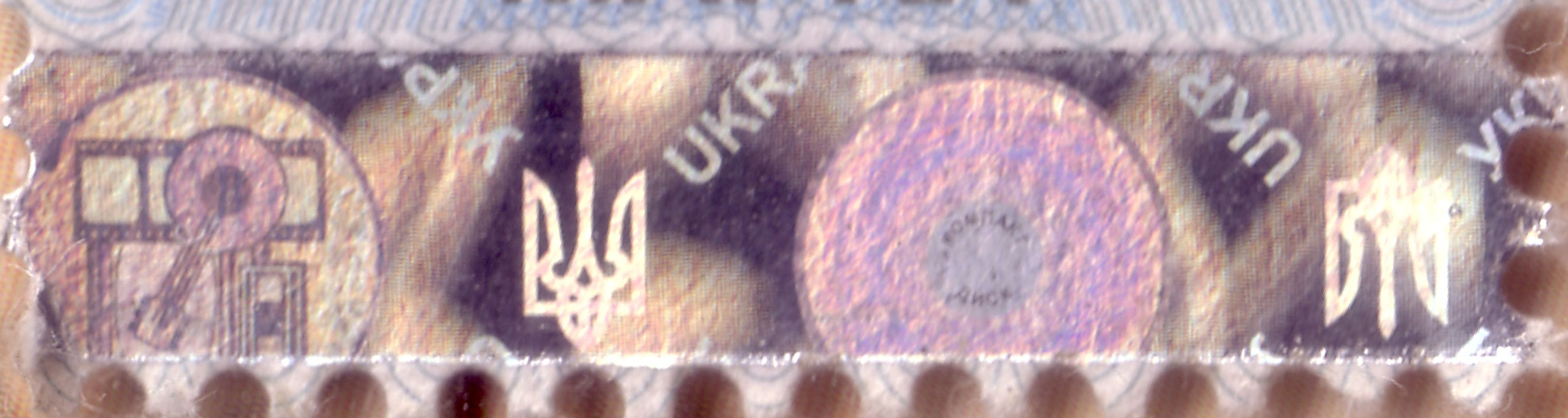
Тип голограми 2 (під іншим кутом)

### Паперові марки
У другій половині 1990-х (не раніше 1997) за прикладом Росії, де на ліцензійні диски з 1996 року (?) клеїлася або друкувалася на їх обкладинці недержавна наклейка РАТ (Російського товариства з охорони авторських прав), в Україні були випущені державні папери зубцеві марки прямокутної форми з вертикальною голографічною смугою зліва, єдині для будь-якої продукції на дисках та відеокасетах. Вони мали ходіння до 2002 (?) року. Номер марки друкувався вгорі червоним кольором, серія внизу сірим.

Були мінімум два різні типи голограми на смугах цих марок.

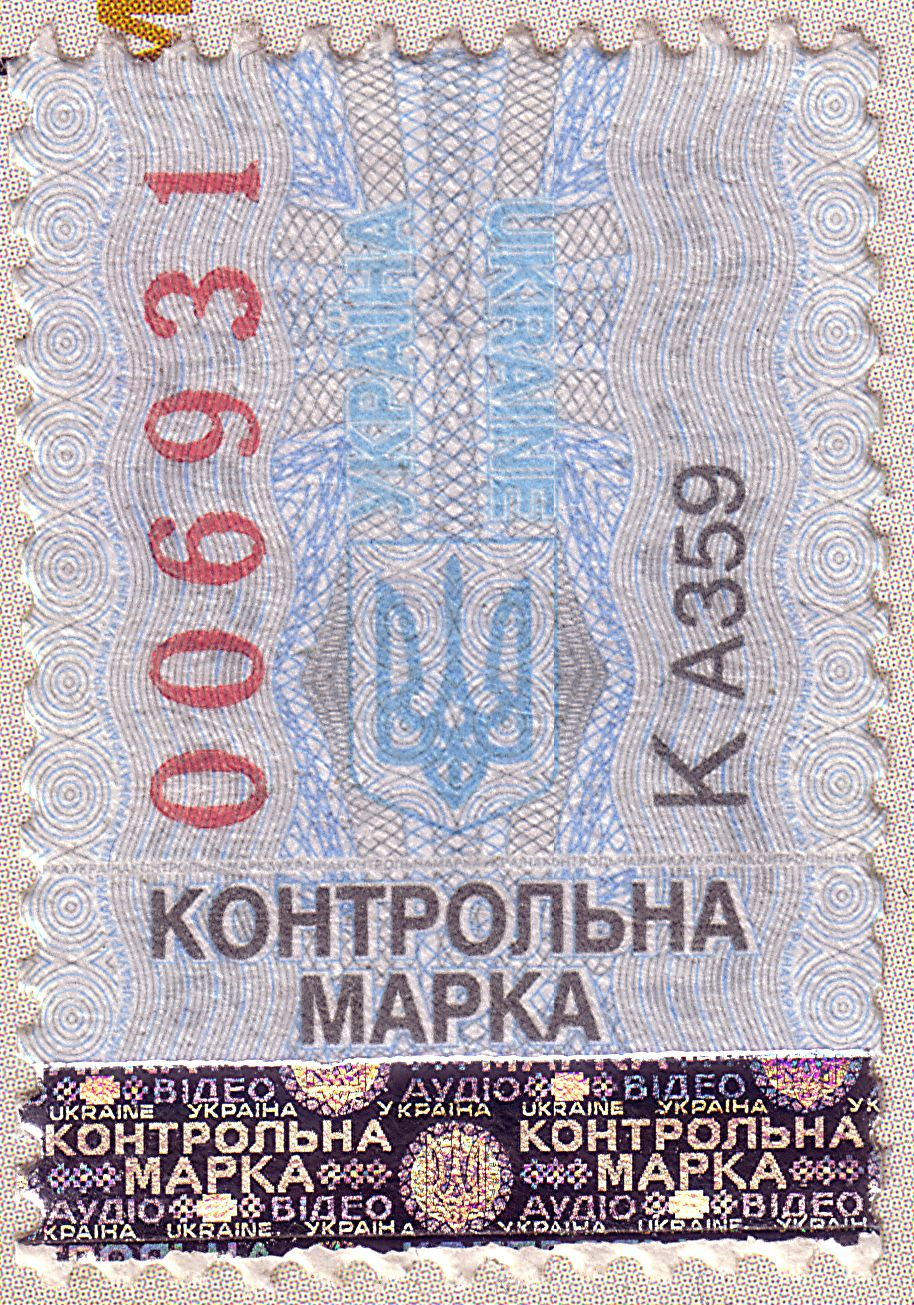
Бумажна зубцева марка без надрукування (ранній варіант). Тип голограми 1
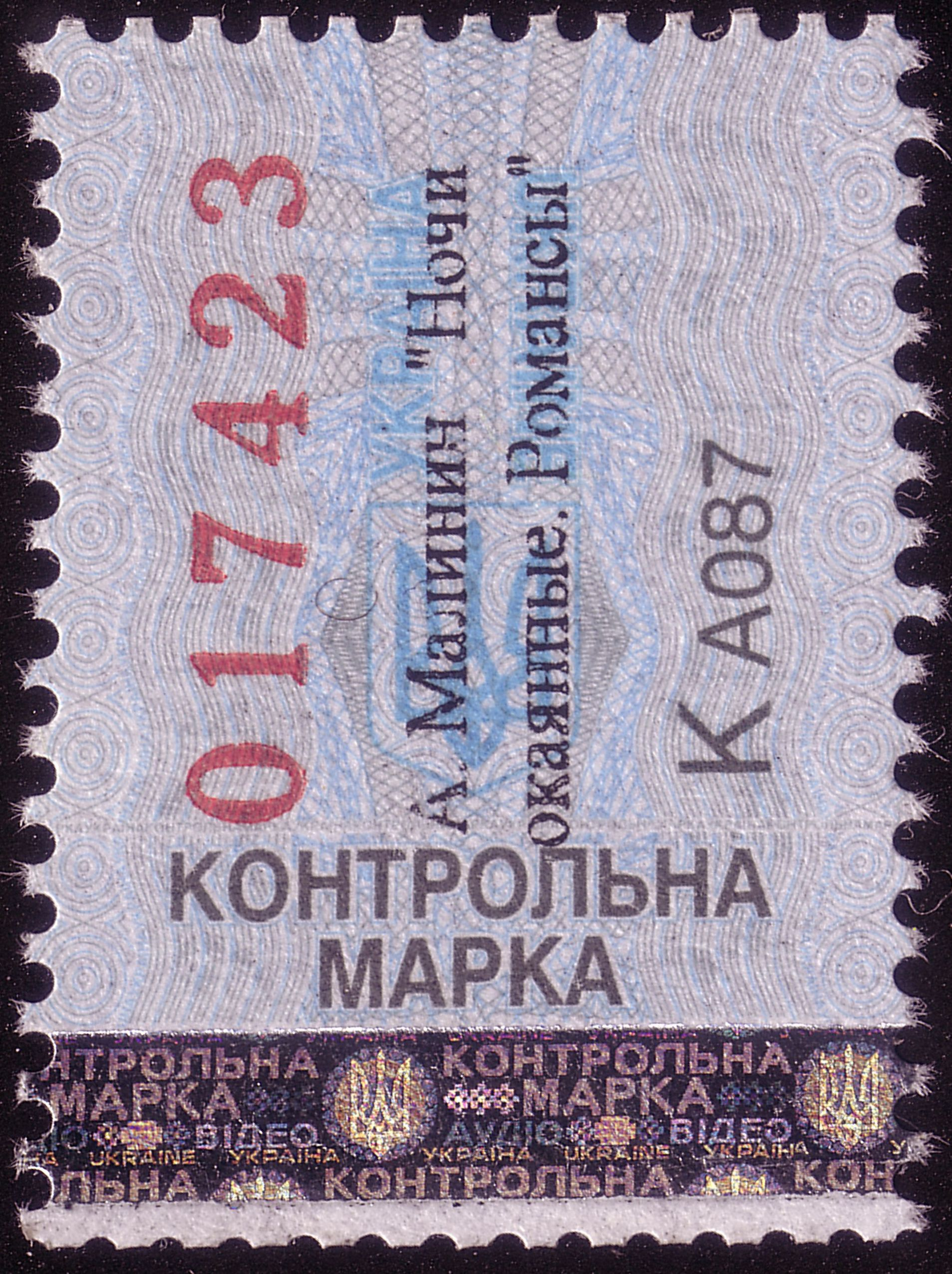
Бумажна зубцева марка з наддруком виконавця та назви альбому (пізній варіант). Тип голограми 1
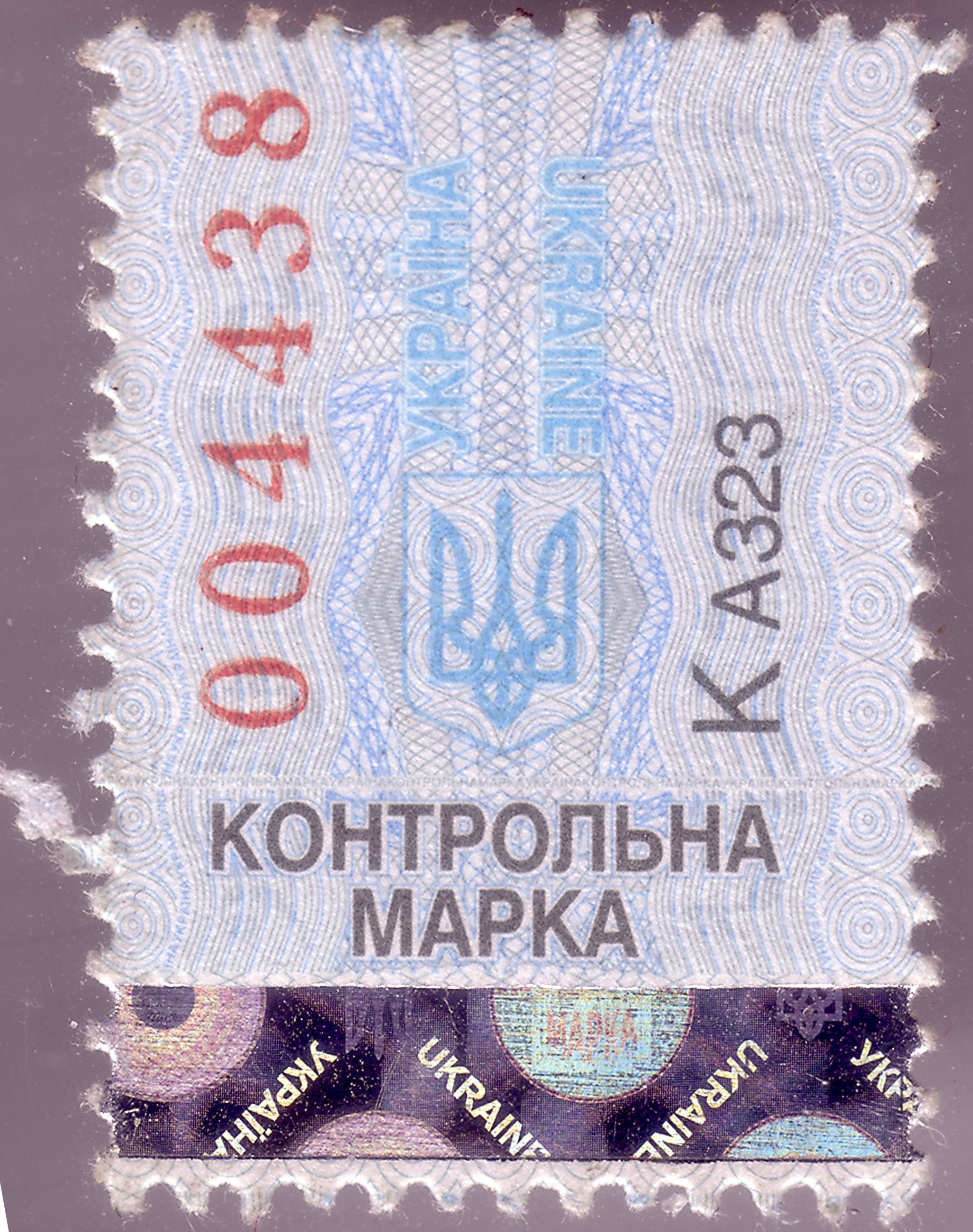
Бумажна зубцева марка без надрукування виконавця та назви. Тип голограми 2
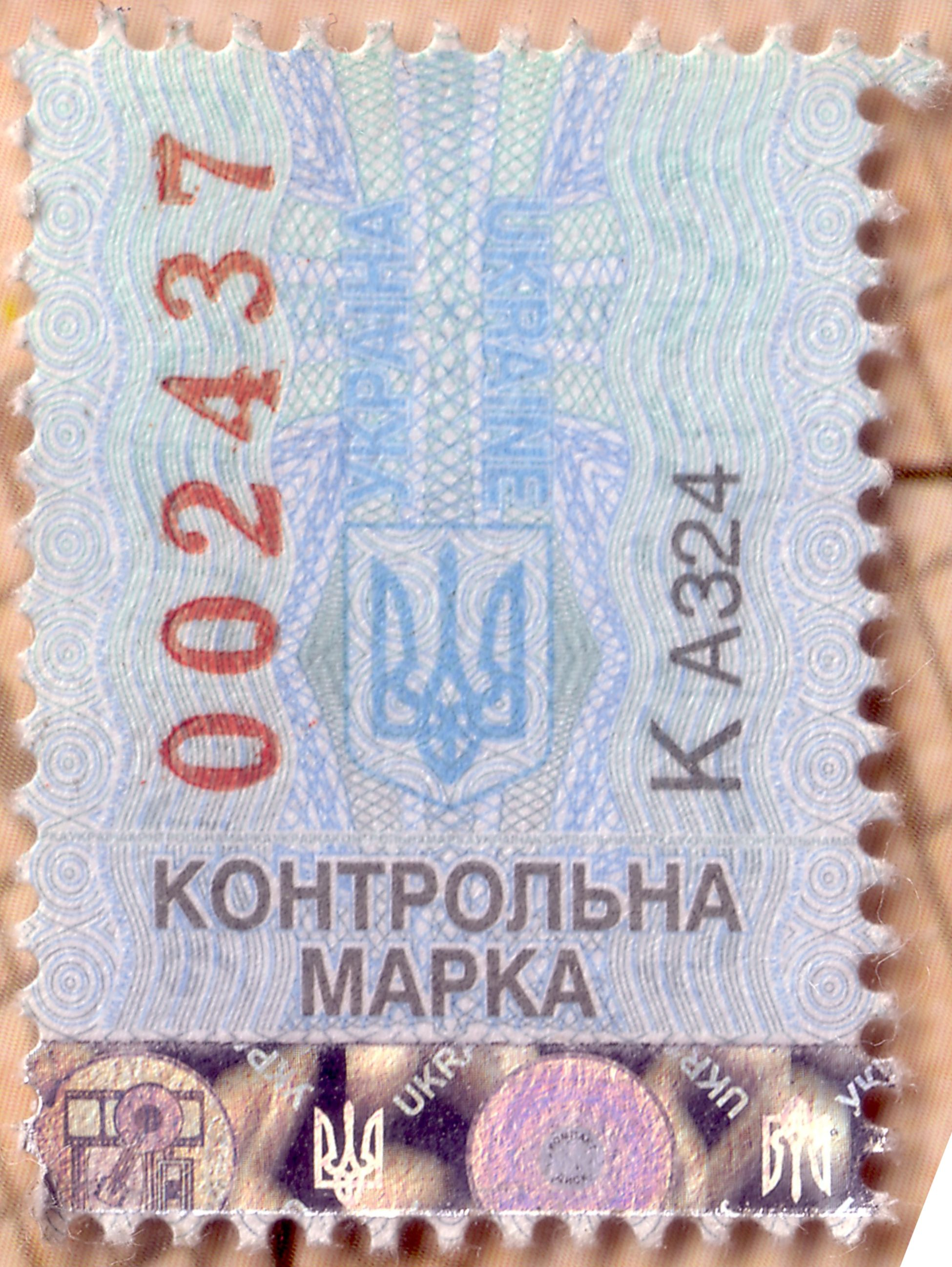
Бумажна зубцева марка без надрукування. Тип голограми 2 (освітлена під іншим кутом)

### Марки на фользі

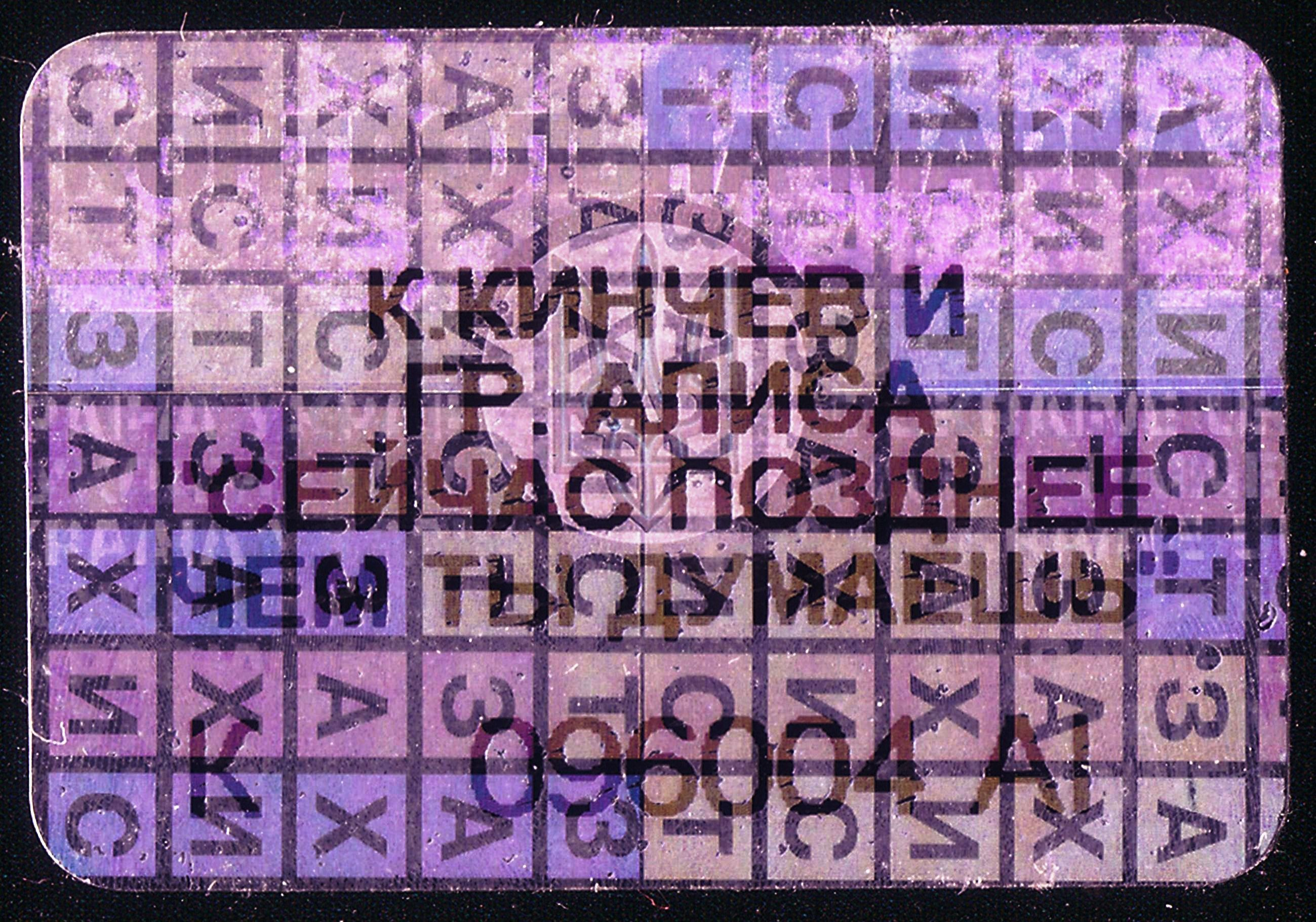
«Сітка» із розкреслених квадратів голографічної марки, однакова для будь-якого типу, на марці типу 2 (муз. CD)

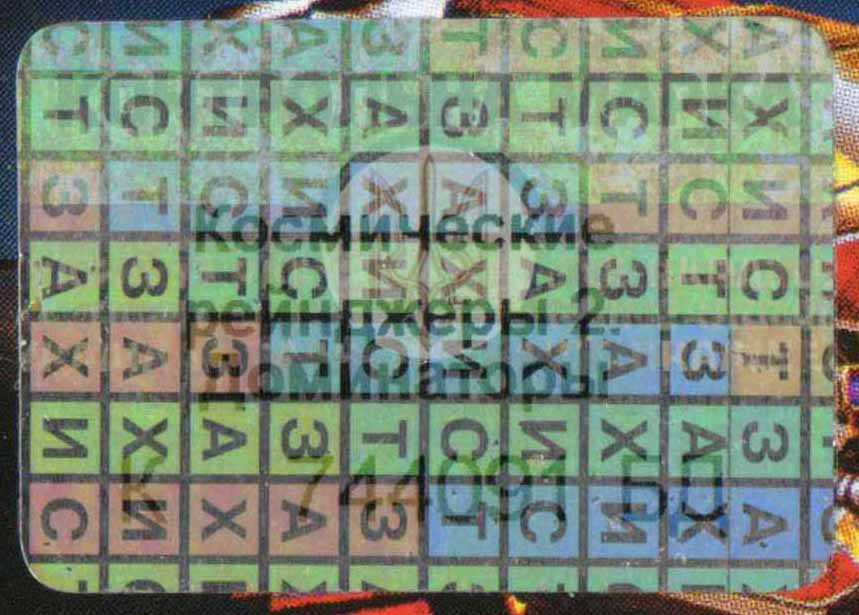
«Сітка» з розкреслених квадратів, однакова для будь-якого типу, на марці типу 2 (комп'ютерна гра)

У 2000 (2001?) році були введені голографічні беззубцеві марки на сріблястій фользі прямокутної форми із закругленими кутами, яких, станом на 2009 рік, випущено три види: один тип — для аудіопродукції ; інший тип — для будь-якої (в тому числі і аудіо) продукції на дисках-носіях; третій тип — для ДВД.
На кожній з голографічних марок мав бути наддрук темною (найчастіше чорною) фарбою назви диска (альбому, ігри, фільму) мовою оригінальної назви (найчастіше англійською або російською); тоді як на паперових могло не бути ніякого додаткового наддрук.
Фольговані самоклеючі марки виготовляються з сильною клейовою основою (їх не можна відірвати або відпарити без пошкодження).

### Голограма аудіомарки (тип 1)
- Вид вертикально зверху:

Прямокутник з 10½ розкреслених квадратів по горизонталі та семи квадратів по вертикалі; у кожному рядку по вертикалі слово «захист» («захист») біжить рядком («захистзахистз…»); кожен рядок на різному рівні.
- Вид збоку під кутом:

Вгорі горизонтальний напис «контрольна марка»; під нею зліва тризуб розміром 3 × 3 квадрати з вертикальним праворуч від нього написом «Україна», також висотою 3 квадрати.
Усю площу марки займає зображення ¼ частини вінілового аудіодиска з ясно видимими концентричними звуковими доріжками, «райдугою» над ними у вигляді симетричних дуг, що перетинаються, і частиною «яблука» (етикетки) диска в правому верхньому кутку марки. На «яблуку» розкидані візерунки із маленьких зображень вінілових дисків, музичних ключів та вписаних у коло п'ятикутних зірок.

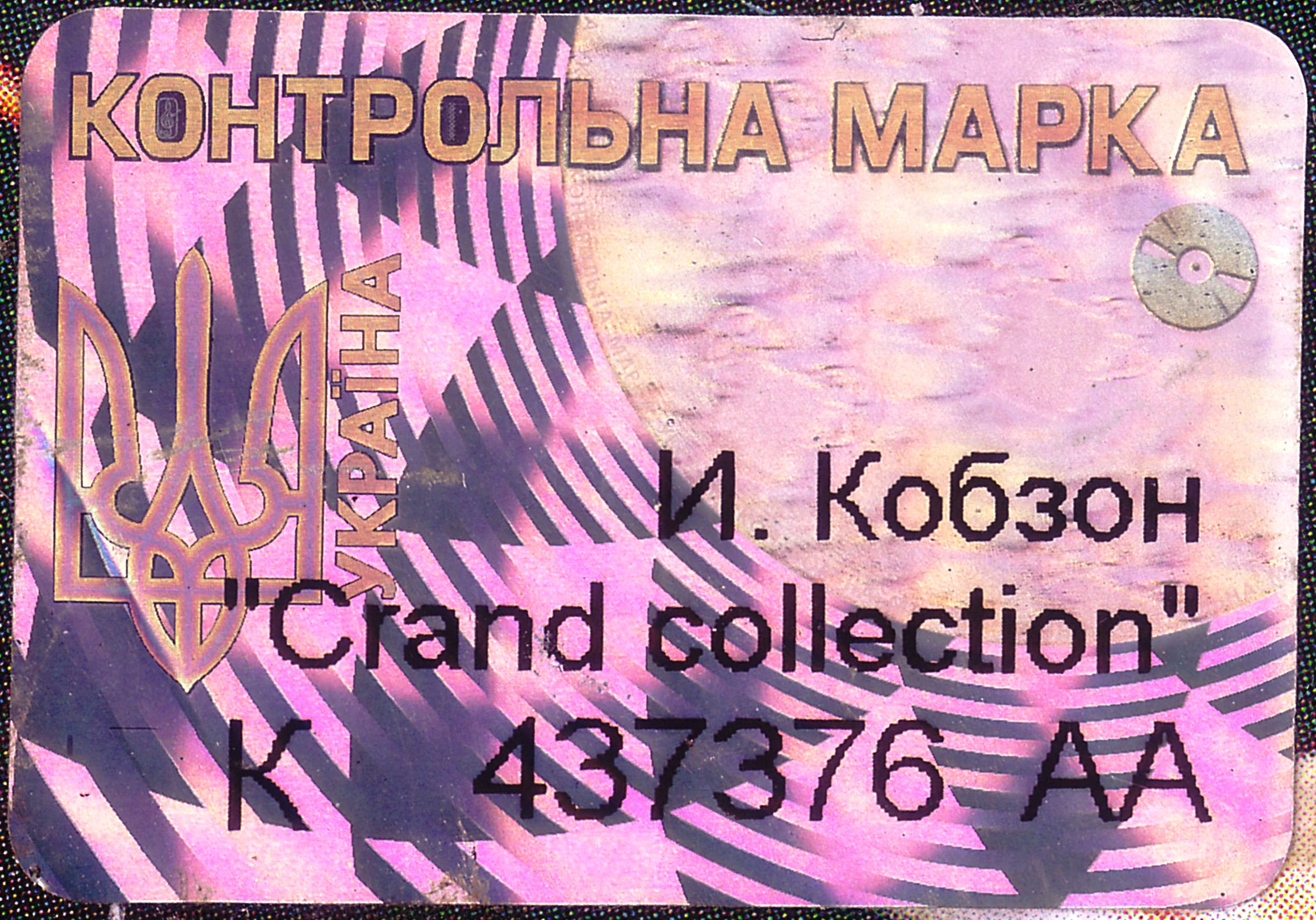
Голографічна марка з наддруком виконавця та назви альбому (віп.2001). Тип голограми –аудіо
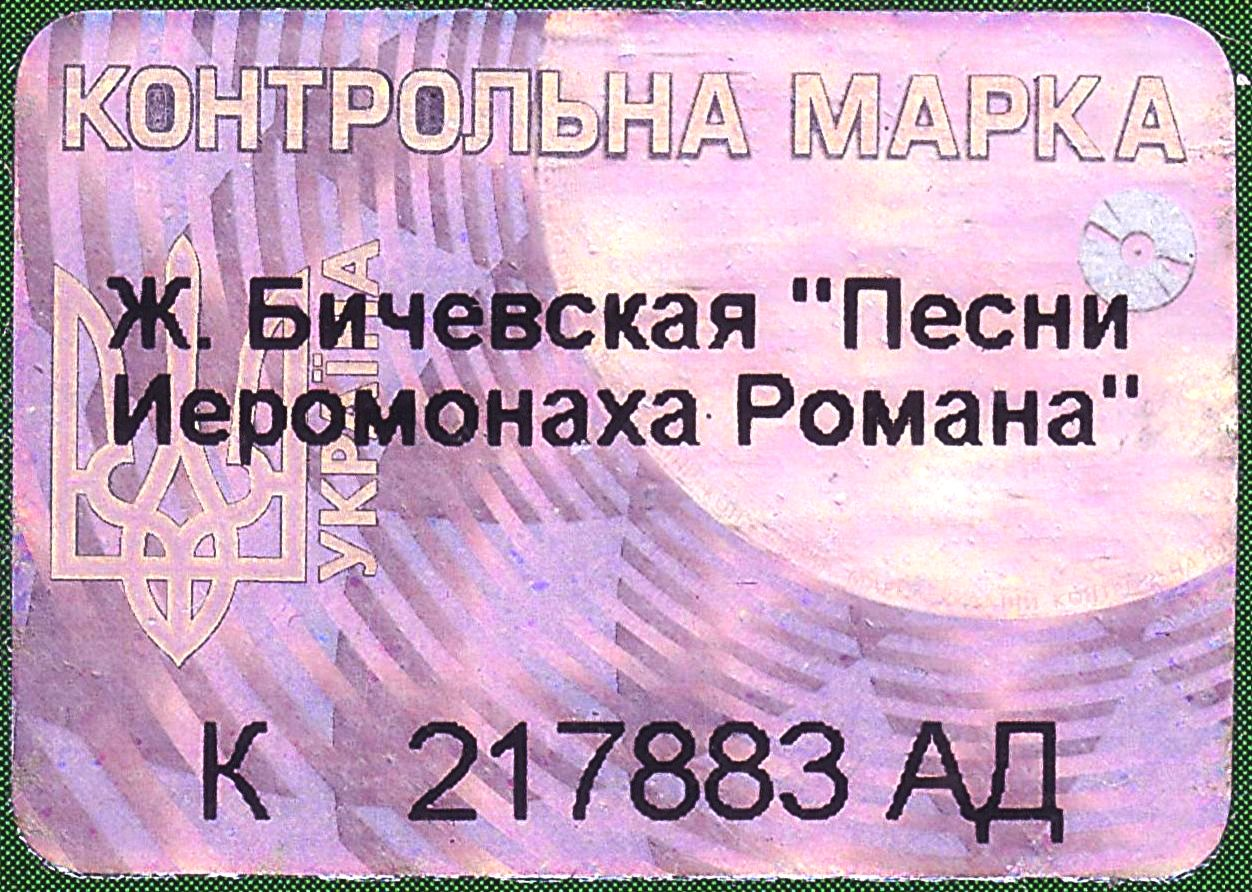
Голографічна марка з наддруком виконавця та назви альбому (віп.2002). Тип голограми –аудіо

### Голограма марки для будь-якої продукції (тип 2)
- Вид вертикально зверху:

Повністю відповідає попередньому опису марки для аудіопродукції
- Вид збоку під кутом:

Вгорі горизонтальний напис «контрольна марка»; під нею по центру марки вписаний у коло тризуб; розмір тризубця 2 квадрати по горизонталі та 2½ по вертикалі.
З обох боків тризуб марку перетинає горизонтальна смуга на 3 квадрати нижче верхнього краю марки. Під смугою йдуть 8 повних горизонтальних рядків «україна україна ukraine ukraine» (українською та англійською мовами, по два слова поспіль однією мовою) загальною висотою 4½ квадрата.
Тризуб «спирається» на симетричну конструкцію типу барельєфа над портиком будівлі, що займає нижню частину марки і складається з п'яти вертикальних косих парабол (рядки «україна ukraine» йдуть крізь неї).

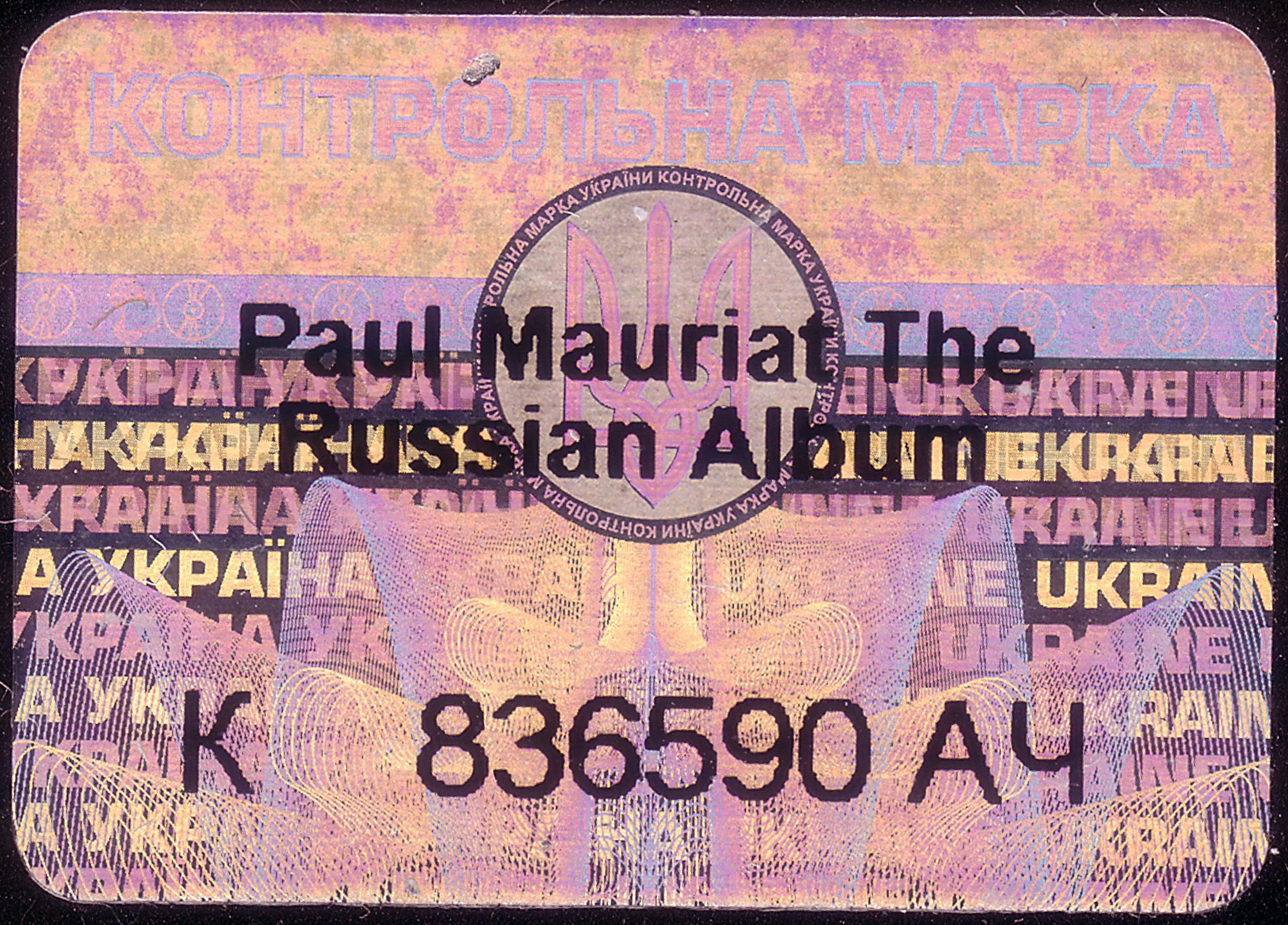
Голографічна марка з наддруком виконавця та назви альбому (віп.2002). Тип голограми 2
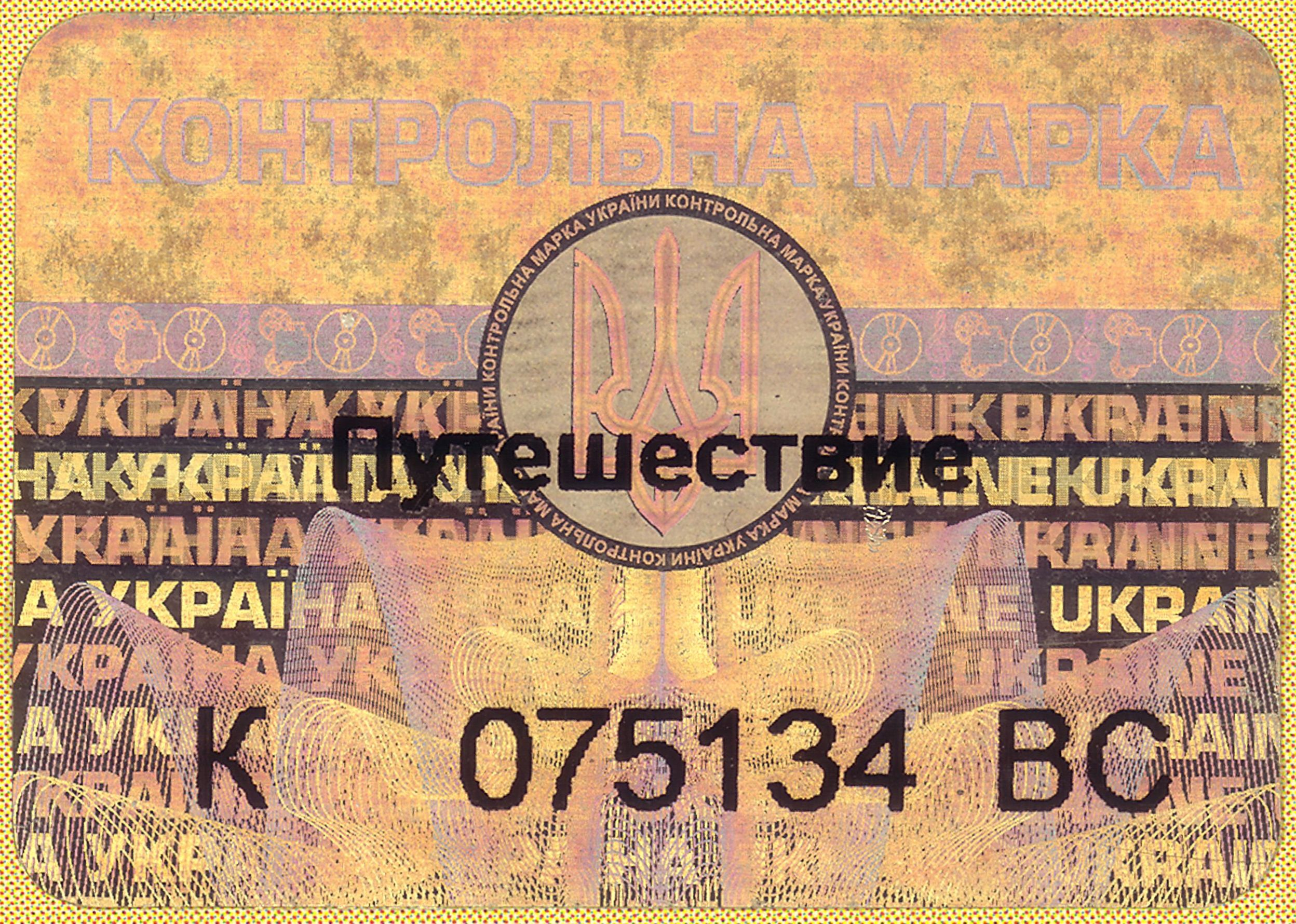
Голографічна марка з наддруком назви комп'ютерної гри (віп.2004). Тип голограми 2

### Голограма марки для DVD (тип 3)
- Вид вертикально зверху:

Повністю відповідає попередньому опису марки для аудіопродукції
- Вид збоку під кутом:

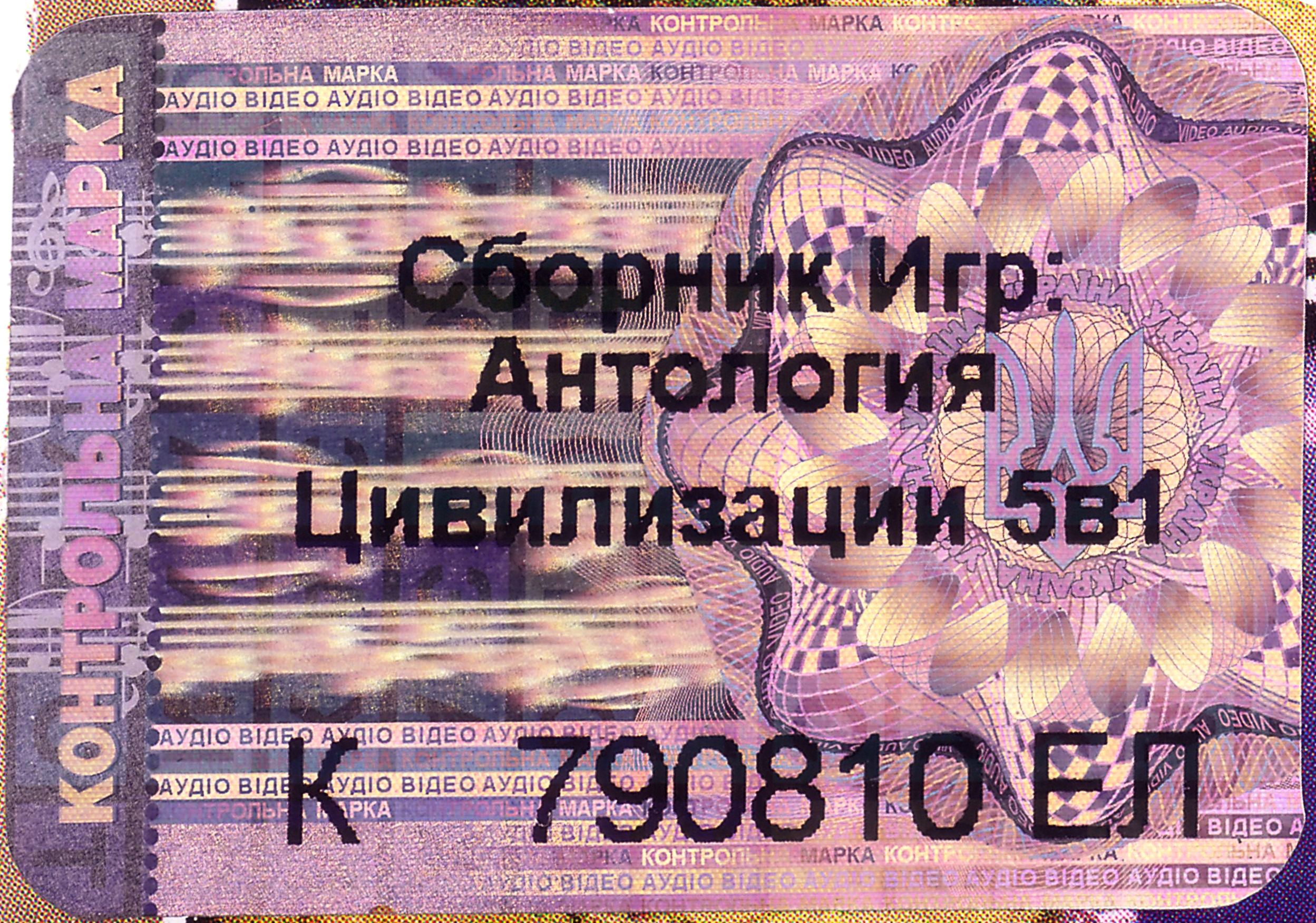
Голографічна марка з наддруком назви ігор (віп.2007). Тип 3
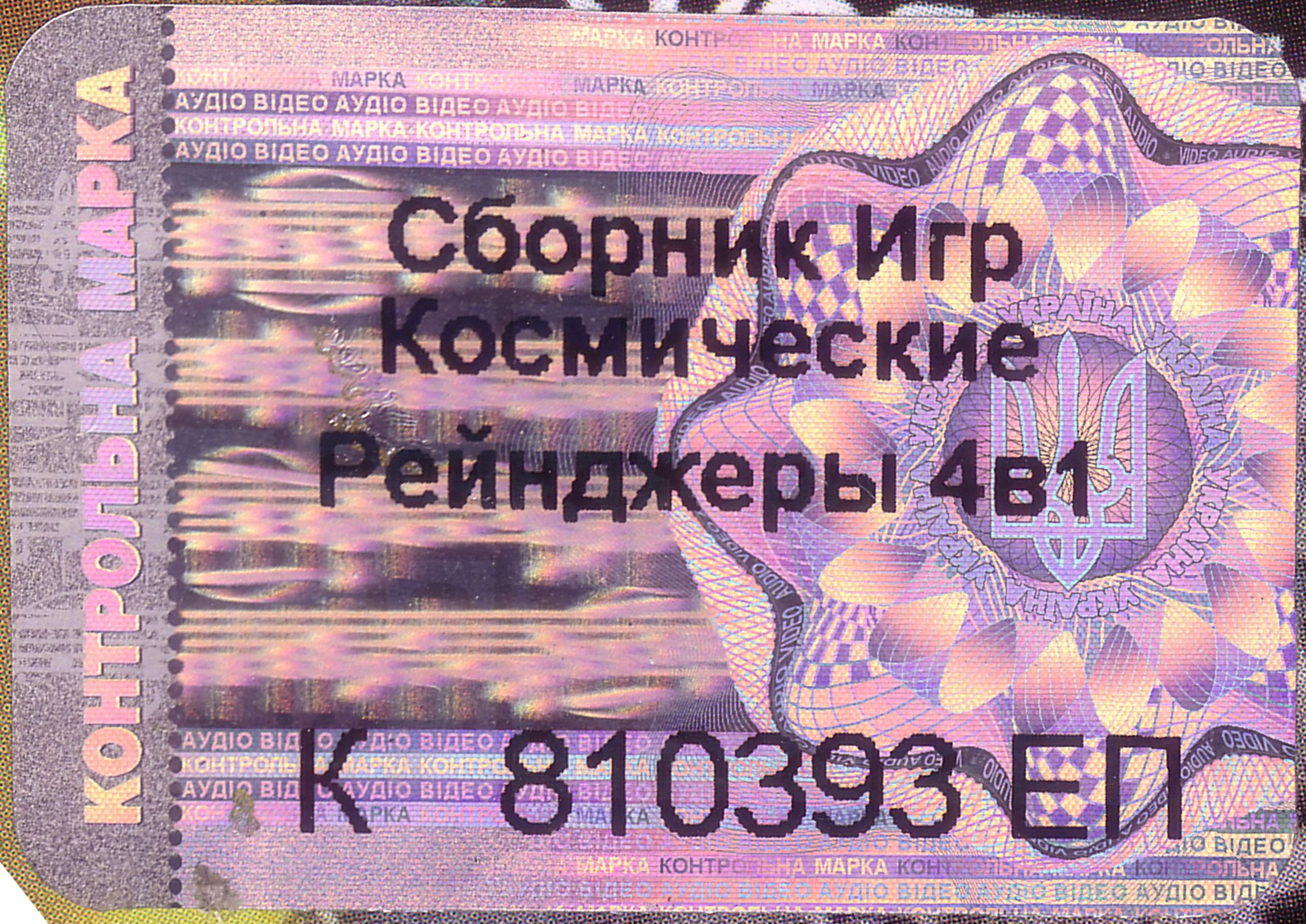
Голографічна марка з наддруком назви ігор (віп.2008). Тип 3

## Для касових апаратів
У 200? році в Україні було запроваджено державні марки, якими опечатуються касові апарати після кожного їх відкриття.